# Murujuga

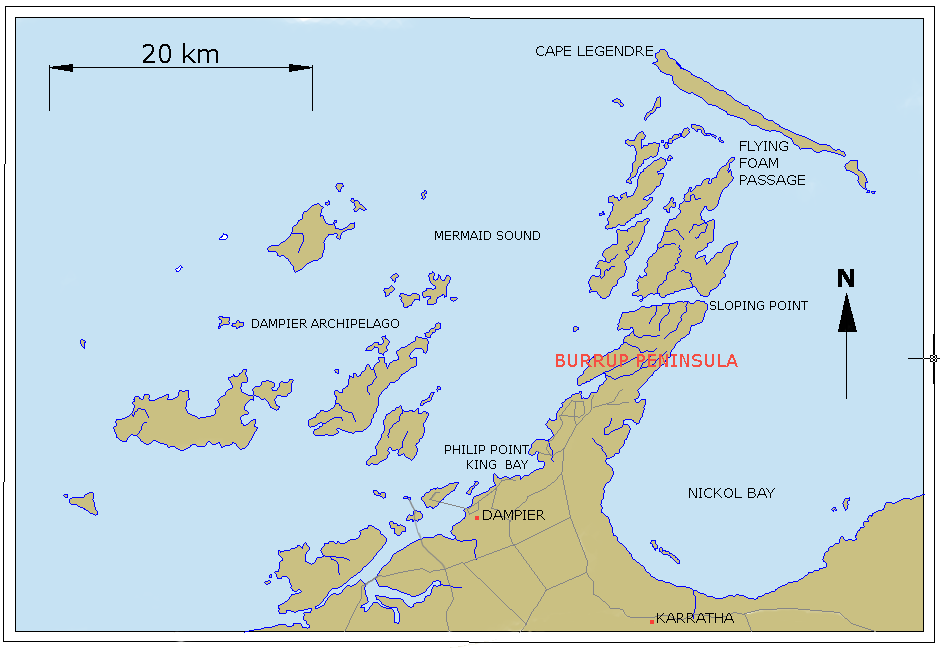
Mapa de l'arxipèlag Dampier i la península de Burrup

Murujuga ("coxal que sobresurt"), coneguda també com la península de Burrup, és una península que es troba a la costa nord-occidental d'Austràlia Occidental, a l'arxipèlag Dampier. És una zona ecològicament i arqueològicament única car conté la col·lecció de petroglifs més gran i important del món. Algunes escultures aborigens podrien datar de l'edat de gel, és a dir, fa deu mil anys. La col·lecció de formes de roques aborígens és la més gran d'Austràlia. Hi ha més d'un milió de petroglifs i moltes imatges de l'actualment extingit llop marsupial. Des del 2020 es considera un espai d'Austràlia que forma part del Patrimoni de la Humanitat.

## Història
L'origen del terme Murujuga són una nació aborigen coneguda com el poble Yaburara (Jaburara). En les llengües Ngayarda, significa "os del maluc que sobresurt". Entre febrer i maig de 1869, un gran nombre de persones de Yaburara van ser assassinades en un incident conegut com la Massacre de l'escuma voladora (Flying Foam massacre) Els cinc clans que es van fer càrrec de la cura de la terra com a custodis tradicionals després de la massacre van ser els pobles Yaburara, Ngarluma, Mardudhunera, Yindjibarndi i Wong-Goo-Tt-Oo.
Aquest espai va rebre el nom anglès de Dampier Island després del navegant anglès William Dampier (1651–1715) accedís a una illa situada a 3 km de la costa de Pilbara. El 1963 l'illa es va convertir en una península artificial quan es va connectar amb terra ferma per carretera i ferrocarril. El 1979, la península de Dampier va ser rebatejada com a península de Burrup en honor al mont Burrup, el cim més alt de l'illa, que havia rebut el nom d'Henry Burrup, un empleat de l'Union Bank assassinat el 1885 a Roebourne.

## Patrimoni de la Humanitat
El 2007 l'espai es va considerar patrimoni nacional per part del govern australià. I un any més tard, el 7 de juliol del 2008, el 90% de les àrees d'art rupestre restants de l'arxipèlag Dampier van ser adscrites com a Patrimoni de la Humanitat. Activistes del territori van continuar exigint que el govern australià inclogués totes les zones no explotades de l'arxipèlag Dampier a la Llista del Patrimoni Mundial. Segons el programa de ràdio Philip Adams a la Radio Nacional, un electricista de Woodside va afirmar que la companyia havia triturat 10.000 petròglifs per la construcció de carreteres, en un moment d'indignació internacional per la destrucció dels Budes de Bamian per part dels talibans.
Des del 2011, aquest espai es va incorporar a la llista dels 100 llocs del World Monuments Fund considerats en perill d'extinció, i l'únic lloc d'aquest tipus a Austràlia, a causa de la mala gestió contínua del patrimoni i els valors de conservació de Murujuga.
El gener de 2020, el govern australià va presentar una presentació perquè l'espai cultural de Murujuga s'inclogués en la llista australiana del patrimoni de la humanitat.